# Franjevačke misije Sierra Gorde u Querétaru
Franjevačke misije Sierra Gorde u Querétaru (šp.: Misiones franciscanas de la Sierra Gorda de Querétaro) su franjevačke misije na sjeveru savezne države Querétaro (Meksiko), u širem zemljopisnom području Sierra Gorde, iz 18. stoljeća. One su upisane na UNESCO-ov popis mjesta svjetske baštine u Sjevernoj Americi 2003. godine, kao „arhitektonsko i stilsko jedinstvo bogato oslikanih pročelja koje su najbolji primjer baroka Nove Španjolske koje su misionari izveli zajedno s indijancima (tzv. „mestizo barok”), te predstavljaju svjedočanstvo posljednje faze pokrštavanja Kalifornije, Arizone i Teksasa sredinom 18. stoljeća”.

## Povijest
Iznimno neravni krajolik Sierra Gorda je bila prirodna barijera između poljoprivrednih, sjedilaćkih ljudi i nomadskih, lovačko-sakupljačkih plemena na sjeveru. U vrijeme dolaska Španjolaca u Sierra Gordi živjela su tri naroda: Huasteci u velikim feudalnim posjedima koji su bili vješti u predenju pamuka, Jonace koji su živjeli u špiljama i napadali imanja Huasteka, te velika skupina naroda Pame koji su uzgajali kukuruz i živili u kućama od trave ili palminog lišća, a koji su surađivali s fratrima.
U 17. stoljeću, zbog političkih interesa i rudarenja srebra, učestali su oružani sukobi Španjolaca i skupina domorodaca, prilikom kojih je došlo do uništenja mnogih ranih misija. Franjevci su pokušali prodrijeti dublje u zemlju, ali nisu bili u stanju uspostaviti trajnu prisutnost. U 18. stoljeću, oni su dobili nova odobrenja, te su 1744. godine pdlučili uspostaviti pet misija (Jalpan, Conca, Tancoyol, Landa i Tilaco). Zbog nastavka sukoba u tom području, prve godine su bile jako teške i izgradnja stalnih kompleksa se stalno odgađala sve do 1750. – 1751. godine kada ih je poeo graditi Junípero Serra (poznat kao „apostol Kalifornije”), fratar koji je također zaslužan za osnutak misija u sjevernoj Kaliforniji (ukupno njih 21). 
Izgradnja je potrajala oko dva desetljeća, zajedno s aktivnom evangelizacijom koju su provodili franjevci. Franjevačke misije su bile složene organizacijske jedinice koje vode franjevci s ciljem pokrštavanja, skupljanja i školovanja urođenika. Svaka misija je morala podići crkvu, naći domoroci i pokoriti ih, a potom ih skupiti u kolibe oko crkve. Misionari su morali učiti njihov materinji jezik, opskrbiti stanovništvo s hranom, naučiti ih kako da se ponašaju, a tek onda ih pokrstiti.
Do kraja 1770. godine misija je ostvarena, ali se politička situacija nije promijenila, te su misije privremeno sekularizirane. Tijekom pobuna i oružanih sukoba u 19. stoljeću stradale su i misije, te su npr. uništeni pozlaćeni oltari, a neke slike su zamijenjene. U 20. stoljeću, broj stanovnika je opao i neke misije su privremeno bile napuštene. No, one su i dalje bile važni vjerski subjekti koji su dominirali naseljima koja izrasla oko njih, ali i za cijelo područje.

## Odlike
Od pet misija, 
1. Misija sv. Jakova u Jalpanu (Misión de Santiago de Jalpan) je najstarija, izgrađena od 1751. – 58., i
2. Misija Gospe od svjetla u Tancoyolu (Nuestra Señora de la Luz de Tancoyol, na slici gore desno) također u općini Jalpan de Sierra, dok su
3. Misija Gospe od vode u Landi (Santa Maria del Agua de Landa) i
4. Misija sv. Franje u dolini Tilaco (San Francisco del Valle de Tilaco) u općini Landa de Matamoros, a
5. Misija sv. Mihovila Conce (San Miguel Conca) u općini Arroyo Seco.

Svih pet misija dijele slične elemente u odnosu s okolišem, gradom i vjerskim objektima. Okoliš pruža prekrasan pogled na planine, a položaj misija je određen strateškim mjestima oko kojih nastaju tradicionalna naselja. 
Arhitektura misija je dizajnirana po općem uzorku, iako postoje individualne razlike. Njihove osobine podsjećaju na samostane iz 16. stoljeća s atrijem, svetim portalom, otvorenom kapelom, procesijskim kapelama. Neke od značajki meksičke barokne umjetnosti 17. i 18. stoljeća su tlocrt u obliku križa, urezane i štukom urešena pročelja, te uporaba vapnenačke žbuke u unutrašnjosti. Ove značajke su većinom karakteristike misija u Jalpanu, Landi i Tancoyolu, dok Tilaco i Conca na primjer nemaju kapele. Zgrade su od lokalnog kamena s debelim slojem gipsa. Kako su se župljani općenito okupljali ispred crkve, glavno pročelje je raskošno ukrašeno vijugavim biljakama i cvijećem s fantastičnim arhitektonskim elementima, anđelima, likovima Djevice i svetaca, posebno ističući svetog Franju. Dok opći izgled kompleksa odražava franjevački model, duh i oblici dekoracija temelje se na lokalnim tradicijama i domaći su proizvod, kao dar Bogu. Umjetnička cjelina ima određeno ozračje nevinosti i naivnosti.

## Vanjske poveznice
- Josué Cornejo, La Sierra Gorda de Querétaro, Arqueología Mexicana 77., Mexico City XIII., str. 54. – 63. (šp.)
- Poblaciones pre Hispanicas, misiones franciscana y biodiversidad en la Sierra Gorda (šp.)
- Fotogalerija Franjevačkih misija Sierra Gorde (engl.)